# コンラート・フォン・バイエルン
コンラート・ルイトポルト・フランツ・ヨーゼフ・マリア・フォン・バイエルン（ドイツ語: Konrad Luitpold Franz Joseph Maria von Bayern, 1883年11月22日 - 1969年9月6日）は、バイエルンの王族、軍人。バイエルン王子（Prinz von Bayern）。

## 生涯
バイエルン王ルートヴィヒ3世の弟レオポルト王子とその妻のオーストリア大公女ギーゼラの間に生まれた。父方の祖父は摂政宮ルイトポルト王子、母方の祖父母はオーストリア皇帝フランツ・ヨーゼフ1世と皇后エリーザベトである。第一次世界大戦中はバイエルン王国軍第2重騎兵連隊（Königlich Bayerisches 2. Schweres-Reiter-Regiment „Erzherzog Franz Ferdinand von Österreich-Este“）の連隊長として、主に東部戦線で戦った。最終的には陸軍少将にまで昇進したが、ドイツ革命後の1919年2月6日に退役している。
1921年1月8日にイタリア王国ピエモンテ州のアリエにおいて、イタリア王族のジェノヴァ公トンマーゾの娘で又従妹にあたるボナ・マルゲリータと結婚した。夫妻は1男1女をもうけた。
第二次世界大戦が終結して間もなく、コンラートは一時的にフランス軍によって拘束され、元ドイツ皇太子ヴィルヘルムや外交官のハンス・ゲオルク・フォン・マッケンゼンと一緒にリンダウのホテルに監禁された。その後、コンラートは自動車メーカーNSUの重役などを務めた。

## 子女
- アマーリエ・イザベラ・マリー・ギーゼラ・マルガレーテ（1921年 - 1985年） - 1949年、Umberto Polettiと結婚
- オイゲン・レオポルト・アデライーデ・トマス・マリア（1925年 - 1997年） - 1970年、ケーフェンヒューラー＝メッチュ伯爵夫人ヘレーネと結婚